# Alfred Gough
Pour les articles homonymes, voir Gough.
Alfred Fabian Gough III est un scénariste et producteur américain né le 22 août 1967 à Leonardtown dans le Maryland. Coauteur des films Spider-Man 2 et Herbie: Fully Loaded, il est connu pour être le créateur de la série télévisée de science-fiction américaine Smallville.

## Filmographie

### Scénariste
- 2024 : Beetlejuice 2 (co-écrit avec Miles Millar)

### Comme producteur et scénariste
- 1998-2000 : Le Flic de Shanghaï (Martial Law) (série télévisée)
- 2001-2011 : Smallville (série télévisée)
- 2011 : Charlie's Angels (série télévisée)
- 2015-2019 : Into the Badlands (série télévisée)
- 2016-2017 : Les Chroniques de Shannara (série télévisée)
- 2022 : Mercredi (Wednesday) (série télévisée) (également show runner)